# Lũng Chinh
Lũng Chinh là một xã thuộc huyện Mèo Vạc, tỉnh Hà Giang, Việt Nam.

## Địa lý
Xã Lũng Chinh nằm cách trung tâm thị trấn Mèo Vạc 21 km về phía tây, có vị trí địa lý:
- Phía đông, bắc giáp xã Sủng Máng
- Phía tây giáp xã Lũng Phìn
- Phía nam giáp huyện Yên Minh và xã Nậm Ban.

Xã Lũng Chinh có diện tích 33,21 km², dân số năm 2019 là 3.921 người, mật độ dân số đạt 118 người/km²

## Lịch sử
Trước đây, Lũng Chim là một xã thuộc huyện Đồng Văn.
Ngày 5 tháng 7 năm 1961, Hội đồng Chính phủ ban hành Quyết định số 91-CP về việc chia xã Lũng Chinh huyện Đồng Văn thành hai xã: Sủng Chà, Lũng Chinh.
Ngày 15 tháng 12 năm 1962, Hội đồng Chính phủ ban hành Quyết định số 211-CP về việc thành lập huyện Mèo Vạc trên cơ sở tách xã Lũng Chinh thuộc huyện Đồng Văn.